# Tab'
Le tab' (tubû au pluriel) est un mode dans la musique arabo-andalouse. Il définit non seulement la gamme d'une nouba, mais encore sa structure mélodique et son impact sentimental, comme les modes asiatiques (les râgas par exemple). Il n'est guère sujet à modulation et peut parfois délimiter une échelle de manière pentatonique, la musique savante maghrébine employant essentiellement une gamme diatonique sans micro-intervalle.
Les principaux modes étaient à l'origine : mâya, dhîl, zîdân et mazmûn. Leurs subdivisions donnent aujourd'hui un total de 26 tubû' au Maroc et 16 en Algérie.

## Premières évocations des tubu'
La première mention, qu'on connait, du terme tab' a été faite dans le carnet de route Nufadat al-djirab fi 'ulalati al ightirab de Lisan al-Din Ibn al-Khatib (1313-1374) .
Le juriste  Abd al-Wahid  al- Wansharissi (mort en 1548) évoque dans sa Urjuza fi T-Tabaâi Wa-t-Tubuâ Wa-l-Usul (Poème sur les Modes) 17 tubu' utilisés au Maghreb extrême pendant la période 1428-1549 ils sont groupés selon les 4 humeurs dont se compose l'arbre symbolique (shadjarat al-tubu' ). Les tubu' se présentent comme suit :
| humeurs  | Eléments | Tab' fondamental     | Corde/Note de base | Tubu' dérivés                                        |
| -------- | -------- | -------------------- | ------------------ | ---------------------------------------------------- |
| Atrabile | Terre    | Dhil                 | corde dhil         | Rasd (al dhil), Iraq, Rami al-dhil                   |
| Bile     | Feu      | Mazmum               | corde hsin         | Ghribat al-hsin                                      |
| Sang     | Air      | Maya                 | corde maya         | Rasd, al-Hsin, al-Ramal                              |
| Flegme   | Eau      | Zidan                | corde ramal        | Isbahan, al-Ushaq, al-Hidjaz, al-Husar, al Zawarkand |
|          |          | Ghariba al-muharrara |                    |                                                      |

## Sources
- Article détaillé